# Puchar Dalekowschodni w narciarstwie alpejskim kobiet 2022/2023
Puchar Dalekowschodni w narciarstwie alpejskim kobiet w sezonie 2022/2023 – zawody rozgrywane pod patronatem Międzynarodowej Federacji Narciarskiej (FIS). Pierwsze zawody tej edycji odbyły się 23 stycznia 2023 r. w japońskim Akan. Ostatnie zawody zostały rozegrane 3 marca tego samego roku w japońskim ośrodku narciarskim Sugadaira Kogen.
Triumfu w klasyfikacji gen. z sezonu 2020/2021 nie broniła Rosjanka Jekatierina Tkaczenko. Tym razem najlepsza okazała się reprezentantka Korei Płd. Gim So-hui.

## Podium zawodów
| Lp. | Data             | Miejscowość         | Konkurencja | 1. miejsce        | 2. miejsce        | 3. miejsce     |
| --- | ---------------- | ------------------- | ----------- | ----------------- | ----------------- | -------------- |
| 1.  | 23 stycznia 2023 | Akan                | Gigant      | Miki Ishibashi    | Gim So-hui        | Mao Nakazawa   |
| 2.  | 25 stycznia 2023 | Akan                | Gigant      | Shizuku Hirota    | Miki Ishibashi    | Eren Watanabe  |
| 3.  | 27 stycznia 2023 | Akan                | Slalom      | Gim So-hui        | Miki Ishibashi    | Eren Watanabe  |
| 4.  | 28 stycznia 2023 | Akan                | Slalom      | Gim So-hui        | Yukina Tomii      | Konatsu Hasumi |
| 5.  | 2 lutego 2023    | Alpensia Ski Resort | Slalom      | Adriana Jelínková | Gim So-hui        | Yoko Ishijima  |
| 6.  | 3 lutego 2023    | Alpensia Ski Resort | Slalom      | Adriana Jelínková | Gim So-hui        | Kang Young-seo |
| 7.  | 6 lutego 2023    | Yongpyong Resort    | Gigant      | Miki Ishibashi    | Adriana Jelínková | Gim So-hui     |
| 8.  | 7 lutego 2023    | Yongpyong Resort    | Gigant      | Adriana Jelínková | Miki Ishibashi    | Gim So-hui     |
| 9.  | 10 lutego 2023   | Alpensia Ski Resort | Slalom      | Chisaki Maeda     | Konatsu Hasumi    | Yoko Ishijima  |
| 10. | 11 lutego 2023   | Alpensia Ski Resort | Slalom      | Yukina Tomii      | Konatsu Hasumi    | Chisaki Maeda  |
| 11. | 28 lutego 2023   | Sugadaira Kogen     | Gigant      | Miho Mizutani     | Miki Ishibashi    | Gim So-hui     |
| 12. | 1 marca 2023     | Sugadaira Kogen     | Gigant      | Miki Ishibashi    | Gim So-hui        | Miho Mizutani  |
| 13. | 2 marca 2023     | Sugadaira Kogen     | Slalom      | Chisaki Maeda     | Konatsu Hasumi    | Yoko Ishijima  |
| 14. | 3 marca 2023     | Sugadaira Kogen     | Slalom      | Miki Ishibashi    | Eren Watanabe     | Asami Katagiri |

## Klasyfikacje
| Lp. | Zawodniczka       | Punkty |
| --- | ----------------- | ------ |
| 1.  | Gim So-hui        | 857    |
| 2.  | Miki Ishibashi    | 827    |
| 3.  | Eren Watanabe     | 505    |
| 4.  | Chisaki Maeda     | 496    |
| 5.  | Yoko Ishijima     | 453    |
| 6.  | Ayano Yokoo       | 421    |
| 7.  | Adriana Jelínková | 380    |
| 8.  | Konatsu Hasumi    | 380    |
| 9.  | Asami Katagiri    | 318    |
| 10. | Hina Honda        | 304    |

| Lp. | Zawodniczka       | Punkty |
| --- | ----------------- | ------ |
| 1.  | Miki Ishibashi    | 540    |
| 2.  | Gim So-hui        | 380    |
| 3.  | Shizuku Hirota    | 248    |
| 4.  | Ayano Yokoo       | 223    |
| 5.  | Eren Watanabe     | 181    |
| 6.  | Adriana Jelínková | 180    |
| 7.  | Mao Nakazawa      | 168    |
| 8.  | Yukino Hatanaka   | 162    |
| 9.  | Miho Mizutani     | 160    |
| 10. | Chisaki Maeda     | 159    |

| Lp. | Zawodniczka       | Punkty |
| --- | ----------------- | ------ |
| 1.  | Gim So-hui        | 477    |
| 2.  | Konatsu Hasumi    | 380    |
| 3.  | Yoko Ishijima     | 351    |
| 4.  | Chisaki Maeda     | 337    |
| 5.  | Eren Watanabe     | 324    |
| 6.  | Yukina Tomii      | 295    |
| 7.  | Miki Ishibashi    | 287    |
| 8.  | Adriana Jelínková | 200    |
| 9.  | Ayano Yokoo       | 198    |
| 10. | Hina Honda        | 192    |